# Instituto de Estudos Anarquistas
O Instituto de Estudos Anarquistas, Institute for Anarchist Studies (IAS) é uma organização sem fins lucrativos fundada por Chuck W. Morse em 1996, seguindo a escola de pensamento anarco-comunista, para auxiliar escritores anarquistas e desenvolver aspectos teóricos do movimento anarquista. Forneceu bolsas para mais de 40 escritores, incluindo Lorenzo Komboa Ervin, Peter Lamborn Wilson, Murray Bookchin e Saul Newman .
Os projetos que o instituto auxiliou no passado incluem o Projeto Arquivos da América Latina, um banco de dados multilíngue online de trabalhos de anarquistas latino-americanos, e as conferências Renovando a Tradição Anarquista, que foram palestras abertas e discussões sobre aspectos do movimento anarquista.
Os projetos atuais incluem a série de livros desenvolvida em colaboração com AK Press; a série de panfletos Lexicon, desenvolvida como pontos de partida para a terminologia-chave usada na construção e organização de movimentos; o Mutual Aid Speakers Bureau, que reserva pensadores anarquistas para palestras; Perspectives on Anarchist Theory, o jornal doméstico do IAS; e o programa de subsídios em andamento.

## Série de Intervenções Anarquistas
Os títulos atuais da série incluem:
- Anarchism and Its Aspirations, Cindy Milstein (2010).
- Oppose and Propose! Lessons from Movement for a New Society, Andy Cornell (2011).
- Decolonizing Anarchism, Maia Ramnath (2011).
- Imperiled Life: Revolution Against Climate Catastrophe, Javier Sethness-Castro (2012).
- Undoing Border Imperialism, Harsha Walia (2013).
- Anarchists Against the Wall: Direct Action and Solidarity with the Palestinian Popular Struggle, Uri Gordon & Ohal Grietzer, eds. (2013).

## Panfletos Lexicon
Os ensaios atuais disponíveis para download incluem:
- Anarchism, Cindy Milstein.
- White Supremacy, Joel Olson.
- Colonialism, Maia Ramnath.
- Gender, Jamie Heckert.
- Power, Todd May.

## Perspectivas da Teoria Anarquista
Perspectives é publicado anualmente em cooperação com a Justseeds Artists 'Cooperative e impresso pela Eberhardt Press. Cada edição é desenvolvida em torno de um tema e oferece análises sobre vários aspectos da teoria anarquista, além de perspectivas anarquistas sobre eventos mundiais, entrevistas e resenhas de livros. Temas recentes incluem Aquecimento global, Construindo um Movimento, Cuidado, Estratégias, e Justiça. Em 2004, The New Formulation: An Anti-Authoritarian Review of Books fundiu-se com Perspectives on Anarchist Theory .

## Ligações externos
- «Sítio oficial»
- Interview with IAS collective member